# Binaire deling

Animatie van het hele proces van binaire deling.

Drie typen celdeling.

Binaire deling is de vorm van ongeslachtelijke voortplanting en celdeling die voorkomt bij alle prokaryoten, bij organellen binnen de eukaryoten en bij veel protisten.
Binaire deling resulteert in de reproductie van een prokaryote cel door splitsing in twee gelijke dochtercellen, die elk het potentieel hebben om uit te groeien tot de grootte van de oorspronkelijke cel. Binaire deling van een organel leidt op vergelijkbare manier tot de vorming van twee gelijke dochter-organellen. Een dergelijke deling komt ook voor bij sommige protozoa zoals dinoflagellaten.

## Prokaryoten
Prokaryoten hebben geen celkern en geen centromeren. Mitose en cytokinese zijn niet hetzelfde als binaire deling. 
Celdeling van bacteriën wordt gestuurd door het FtsZ, een verzameling van ongeveer een dozijn proteïnen die bij elkaar komen langs de delingsplaats. Daar vormen ze een scheidingswand. De celwand en het plasmamembraan groeien dan transversaal vanaf het midden van de te delen cel en vormen zo twee bijna gelijke dochtercellen.
Binaire deling begint met DNA-replicatie. DNA-replicatie begint op een origin of replication, waar de strengen uit elkaar gaan en een replicatie bubble ontstaat (noot: prokaryote DNA-replicatie heeft gewoonlijk 1 origin of replication, terwijl eukaryoten meerdere origins of replication hebben). De replicatie bubbel scheidt de dubbele DNA-streng en vervolgens wordt elke enkele streng afgelezen waarbij een dochter streng gevormd wordt door semiconservatieve replicatie. Op deze wijze wordt al het prokaryotische DNA verdubbeld. Hierna begint de cel te groeien. Elke cirkelvormige DNA-streng maakt zich nu vast aan de celmembraan en de cel begint langwerpig te worden. Bij het langwerpig worden van de cel worden de twee chromosomen uit elkaar getrokken. De celmembraan stulpt in het midden naar binnen en vormt een scheidingswand waarbij de cel in twee dochtercellen gesplitst wordt.

## Eukaryoten
Binaire deling kan niet worden verdeeld in een profase, metafase, anafase, en telofase, alle kenmerken van mitose bij Eukaryoten. Het vermogen van sommige meercellige dieren, zoals stekelhuidigen en platwormen om twee hele organismen te regenereren na het in tweeën splitsen is ook niet hetzelfde als binaire deling, evenmin als de vegetatieve vermeerdering van planten.